# Pontus Schultz
Nils Axel Pontus Forsström Schultz, född Forsström 22 augusti 1972 i Bromma i Stockholm, död 25 augusti 2012 i samband med en cykelolycka i Alpes-Maritimes, Frankrike, var en svensk journalist, krönikör, debattör och entreprenör, som var chefredaktör och ansvarig utgivare för Veckans Affärer sedan 2006. Han var vid sin död bosatt i Hägersten i Stockholm. 

## Biografi
Pontus Schultz arbetade på Värnpliktsnytt samt drev tidningen Vision (chefredaktör och en av grundarna), senare Finans & Vision efter hopslagning med Finanstidningen, och Att:ention. För det sistnämnda nominerades Pontus Schultz till Stora journalistpriset i klassen "Årets förnyare". Tidigare hette han Pontus Forsström men gifte sig med Lisen Schultz, med vilken han fick tre döttrar, och bytte namn 2002/2003.
År 1995 arbetade han kort på Expressen som journalist, där han rapporterade om höger- och vänsterextremism. Han var en flitig samhällsdebattör, framför allt i mediefrågor, där han flera gånger syntes i Sveriges Television, bland annat på 1990-talet i Speciellt och 2000-talet i Debatt. Schultz var också aktiv under IT-bubblan och var expert på digital-tv. Resumé utsåg honom till Sveriges fyrtionde mäktigaste publicist 2008.
I Vision skrev han bland annat att "inget vore så uppfriskande som om folkpartiet åkte ur riksdagen" apropå sin önskan om ett nytt liberalt parti som inte står på borgerlig grund. Flera gånger uttryckte han också åsikten om att journalistik per definition inte kan vara objektiv och att detta journalistiska mål bör överges. Schultz satt med i juryn för Stockholm Media Award. Hösten 2007 började han skriva krönikor för Stockholm City, men även tidigare var han krönikör på Expressen. Han skrev också i Dagens PS, och tillsammans med Sakine Madon recenserade han Göran Hägglunds tal under Almedalsveckan 2008. Han var från maj 2009 också ledamot i jämställdhetsakademin, en tankesmedja grundad av LRF.
Han var konsult på analysföretaget United Minds och strategisk rådgivare åt TV 4:s vd Jan Scherman samt grundade företaget PS Media och nyhetsbrevet Etermedia. Dagens Media utsåg honom 2007 till en av Sveriges 220 mediemäktigaste personer. 
Den 25 augusti 2012 deltog Schultz i cykeltävlingen Haute Route. Under tävlingens sista etapp kraschade Schultz ner i en ravin och omkom. Han är begravd på Bromma kyrkogård.